# Alessandro Amitrano
Alessandro Amitrano (Napoli, 7 luglio 1989) è un politico italiano, deputato alla Camera nella XVIII legislatura della Repubblica Italiana, di cui è stato segretario dell'ufficio di presidenza della Camera dei deputati, eletto con il Movimento 5 Stelle per poi seguire la scissione di Luigi Di Maio in Insieme per il futuro nel 2022.

## Biografia
Nato a Napoli il 7 luglio 1989, giornalista pubblicista, si avvicina al Movimento 5 Stelle (M5S) nel 2009, quando, dopo varie esperienze nelle vesti di rappresentante studentesco, in vista delle elezioni regionali in Campania del 2010 l'allora candidato alla presidenza della Regione, Roberto Fico, accoglie il suo appello, lanciato tramite la sua associazione, per confrontarsi nel valutare idee e temi; nel 2010 entra a far parte del M5S a tutti gli effetti.
Alle elezioni regionali in Campania del 2015 si candida con il Movimento 5 Stelle al consiglio regionale della Campania, nella mozione di Valeria Ciarambino, ma ricevendo solo 518 preferenze nella circoscrizione di Napoli e risultando non eletto.
Alle elezioni politiche del 2018 viene candidato alla Camera dei deputati, tra le liste del M5S nel collegio plurinominale 03 della circoscrizione Campania 1, risultando eletto deputato. Nella XVIII legislatura della Repubblica è stato segretario dell'ufficio di presidenza della Camera dei deputati, il più giovane a ricoprire tale ruolo e in sostituzione del collega di partito Carlo Sibilia neo-sottosegretario all'Interno, componente della 11ª Commissione Lavoro pubblico e privato, del Comitato di vigilanza sull'attività di documentazione e della Giunta delle elezioni.
Il 21 giugno 2022 segue la scissione di Luigi Di Maio dal Movimento 5 Stelle, a seguito dei contrasti tra lui e il presidente del M5S Giuseppe Conte, per aderire a Insieme per il futuro (Ipf).
Alle elezioni politiche anticipate del 25 settembre 2022 viene ricandidato alla Camera per la lista elettorale di Ipf Impegno Civico-Centro Democratico (IC-CD), nei collegi plurinominali Basilicata - 01 e Campania 1 - 01 in terza posizione e in Molise - 01 nella seconda posizione, ma non risulterà eletto per via del risultato pessimo a livello nazionale di IC-CD.